# Uropsilus aequodonenia
Uropsilus aequodonenia — вид ссавців родини Talpidae. Це ендемік провінції Сичуань, Китай. Він характеризується наявністю дев'яти зубів у верхньому ряду та дев'яти зубів у нижньому ряду. Дані вказують на те, що це сестринський таксон U. andersoni. Його конкретна назва, aequodonenia, в перекладі з латини означає «еквівалентні зуби».